# Nikołaj Meller-Zakomelski
Nikołaj Iwanowicz Meller-Zakomelski (ros. Николай Иванович Меллер-Закомельский, ur. 17 października 1813, zm. 8 września 1887 w Carskim Siole) – rosyjski generał piechoty i członek Rady Wojennej od 1878 roku, generał-adiutant Jego Cesarskiej Mości od 1868, generał-major od 1856 roku.

## Życiorys
Rozpoczął służbę w 1833 roku; studiował w szkole gwardyjskich podchorążych i kawaleryjskich junkrów. Od grudnia 1839 roku porucznik, od 1842 sztabskapitan, od grudnia 1845 kapitan. W latach 1842–1845 służył na Kaukazie. W 1849 mianowany dowódcą 7 Pułku Grenadierów. Brał udział w tłumieniu powstania na Węgrzech 1848-1849. Od 1855 roku dowódca lejb-gwardii Pułku Litewskiego. W 1863 mianowany pomocnikiem dowódcy warszawskiego oddziału gwardii. Na czele oddziału gwardyjskiego wziął udział w tłumieniu powstania styczniowego. W 1877 roku dowódca 5-go, a później 6 Korpusu Armijnego. Odznaczony Orderem Świętego Aleksandra Newskiego, Orderem Orła Białego, Orderem Świętego Włodzimierza II klasy, Orderem Świętej Anny I i III klasy, Orderem Świętego Stanisława I klasy, pruskim Orderem Czerwonego Orła I klasy, austriackim Orderem Leopolda I klasy, Orderem Żelaznej Korony I klasy. Nagrodzony Złotą Szablą "Za Waleczność".